# Dreieck Dresden-Nord
De Dreieck Dresden-Nord is een knooppunt in de Duitse deelstaat Saksen. Op dit trompetknooppunt ten noorden de stad Dresden sluit de A13 (Kreuz Schönefeld-Dresden) aan op de A4 (Kirchheimer Dreieck-Poolse grens).

## Geografie
Het noordelijk deel van het knooppunt ligt in het stadsdeel Volkersdorf van de stad Radeburg, het zuidelijke deel ligt in het stadsdeel Hellerau van Dresden, voorheen heette dit stadsdeel Rähnitz. Door het knooppunt loopt eveneens de gemeentegrens tussen de stad Dresden en de Landkreis Meißen. Nabijgelegen steden en dorpen zijn Moritzburg en Ottendorf-Okrilla. Nabijgelegen wijken zijn Klotzsche, Rähnitz, Wilschdorf en Weixdorf van Dresden evenals Bärnsdorf en Volkersdorf van Radeburg. Het knooppunt ligt ongeveer 10 km ten noorden van het centrum van Dresden, ongeveer 80 km ten zuidwesten van Cottbus en ongeveer 160 km ten zuiden van Berlijn. Direct ten oosten van het knooppunt ligt de luchthaven Dresden.

## Geschiedenis
Na de oplevering in 1938 heette het knooppunt eerst „Bautzner Dreieck“. Later werd de naam veranderd in „Bautzner Abzweig“, toen in „Abzweig Dresden-Hellerau“ en uiteindelijk in „Abzweig Dresden“. Tussen 1951 en 1971 werden er op het knooppunt auto- en motorraces gehouden, de zogenaamde „Autobahnspinne Dresden“. Na de eenwording kreeg het de naam „Autobahndreieck Dresden“. Met het gereedkomen van Dreieck Dresden-West werd "Autobahndreieck Dresden" hernoemd naar „Autobahndreieck Dresden-Nord“.

## Rijstroken
De A4 richting het westen heeft 2x3 rijstroken. Zowel de A13 als de A 4 naar het oosten hebben elk 2x2 rijstroken. De verbindingswegen Chemnitz<>Berlijn hebben 2 rijstroken, dit is om het eind van de A13 te markeren. Alle andere verbindingswegen één rijstrook.

## Verkeersintensiteiten
In 2010 werd het knooppunt dagelijks door ongeveer 93.000 voertuigen gebruikt. 
| Van                        | Naar               | Gemiddeld aantal voertuigen per dag | Percentage vrachtverkeer |
| -------------------------- | ------------------ | ----------------------------------- | ------------------------ |
| AS Dresden-Flughafen (A 4) | AD Dresden-Nord    | 89.300                              | 12,8 %                   |
| AD Dresden-Nord            | AS Hermsdorf (A 4) | 54.100                              | 14,1 %                   |
| AS Marsdorf (A 13)         | AD Dresden-Nord    | 42.700                              | 12,8 %                   |

## Richtingen knooppunt
| Aansluitende wegen         | Aansluitende wegen | Aansluitende wegen                  | Aansluitende wegen | Aansluitende wegen         |
| -------------------------- | ------------------ | ----------------------------------- | ------------------ | -------------------------- |
| richting Cottbus / Berlijn |                    |                                     |                    | richting Görlitz / Bautzen |
|                            |                    |                                     |                    |                            |
|                            |                    |                                     |                    |                            |
|                            |                    |                                     |                    |                            |
|                            |                    | richting Dresden Leipzig / Chemnitz |                    |                            |